# Ciklooktadién

1,5-Ciklooktadién

A ciklooktadién (néha COD-nek is rövidítik) gyűrűs dién, képlete C8H12. Csak a cisz-származékokat tekintve négy izomerje lehetséges: 1,2; mely egy allén, 1,3-, 1,4-, és 1,5-. Gyakran előforduló izomerjei az 1,3-ciklooktadién és az 1,5-ciklooktadién, melyet átmenetifémek ligandumaként használnak.

## Fordítás
Ez a szócikk részben vagy egészben  a   Cyclooctadiene című angol Wikipédia-szócikk ezen változatának fordításán alapul.  Az eredeti cikk szerkesztőit annak laptörténete sorolja fel. Ez a jelzés csupán a megfogalmazás eredetét és a szerzői jogokat jelzi, nem szolgál a cikkben szereplő információk forrásmegjelöléseként.

## Külső hivatkozások
- 1,5-Cyclooctadiene